# Wijzer (dan je was)
Wijzer (dan je was) is de derde single van Nick & Simon van het album Fier. Het nummer is echter opnieuw opgenomen, ditmaal met begeleiding van Guido's Orchestra, die hen ook zou begeleiden tijdens de Symphonica in Rosso-concerten in oktober 2011. Het lied gaat over geniet van het leven en wijsheid komt met de jaren. Het "B-kantje" werd gevormd door een uitvoering van Hey Jude van The Beatles dat werd uitgevoerd tijdens Vrienden van amstel live.

## Hitlijsten
Wijzer (dan je was) werd hun achtste nummer 1-hit in de Nederlandse Single Top 100.

## Hitnoteringen

### Nederlandse Top 40
| Hitnotering: 12-03-2011 t/m 26-03-2011 | Hitnotering: 12-03-2011 t/m 26-03-2011 | Hitnotering: 12-03-2011 t/m 26-03-2011 | Hitnotering: 12-03-2011 t/m 26-03-2011 | Hitnotering: 12-03-2011 t/m 26-03-2011 |
| Week:                                  | 1                                      | 2                                      | 3                                      |                                        |
| -------------------------------------- | -------------------------------------- | -------------------------------------- | -------------------------------------- | -------------------------------------- |
| Positie:                               | 27                                     | 28                                     | 32                                     | uit                                    |

### NederlandseSingle Top 100
| Hitnotering: 26-02-2011 t/m 23-04-2011 | Hitnotering: 26-02-2011 t/m 23-04-2011 | Hitnotering: 26-02-2011 t/m 23-04-2011 | Hitnotering: 26-02-2011 t/m 23-04-2011 | Hitnotering: 26-02-2011 t/m 23-04-2011 | Hitnotering: 26-02-2011 t/m 23-04-2011 | Hitnotering: 26-02-2011 t/m 23-04-2011 | Hitnotering: 26-02-2011 t/m 23-04-2011 | Hitnotering: 26-02-2011 t/m 23-04-2011 | Hitnotering: 26-02-2011 t/m 23-04-2011 | Hitnotering: 26-02-2011 t/m 23-04-2011 |
| Week:                                  | 1                                      | 2                                      | 3                                      | 4                                      | 5                                      | 6                                      | 7                                      | 8                                      | 9                                      |                                        |
| -------------------------------------- | -------------------------------------- | -------------------------------------- | -------------------------------------- | -------------------------------------- | -------------------------------------- | -------------------------------------- | -------------------------------------- | -------------------------------------- | -------------------------------------- | -------------------------------------- |
| Positie:                               | 52                                     | 1                                      | 7                                      | 26                                     | 54                                     | 64                                     | 45                                     | 80                                     | 90                                     | uit                                    |